# Cygnus (állatnem)
A Cygnus a madarak osztályának lúdalakúak (Anseriformes) rendjébe, azon belül a récefélék családjába tartozó nem.

## Rendszerezésük
A nemet Johann Matthäus Bechstein írta le 1803-ban, az alábbi 6 élő és 9 fosszilis faj tartozik ide:
- fekete hattyú (Cygnus atratus)
- bütykös hattyú (Cygnus olor)
- énekes hattyú (Cygnus cygnus)
- trombitás hattyú (Cygnus buccinator)
- kis hattyú (Cygnus columbianus)
- feketenyakú hattyú (Cygnus melanocoryphus[2] vagy Sthenelides melancoryphus)[1]
- Cygnus hibbardi – kihalt
- Cygnus verae – kihalt
- Cygnus atavus – kihalt
- Cygnus paloregonus – kihalt
- Cygnus equitum – kihalt
- Cygnus mariae – kihalt
- Cygnus csakvarensis – kihalt
- Cygnus falconeri – kihalt
- Cygnus liskunae – kihalt

## Képek

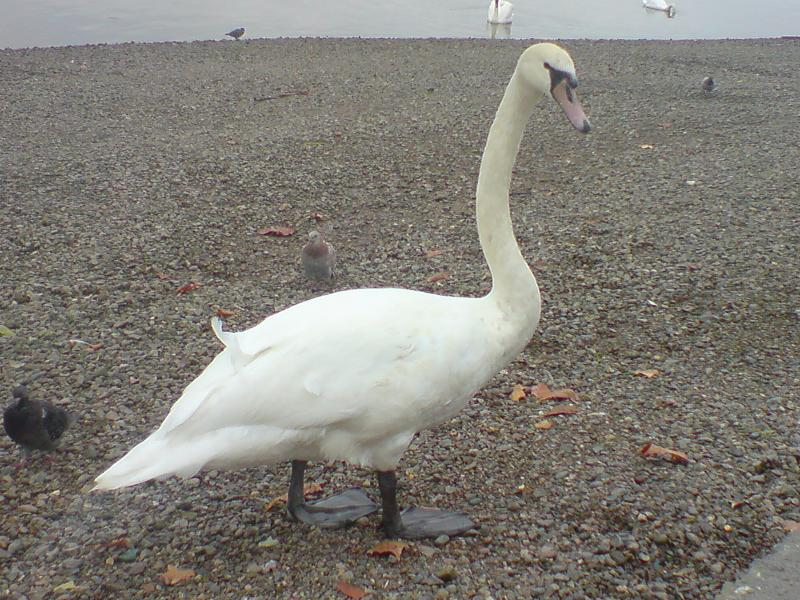
Bütykös hattyú
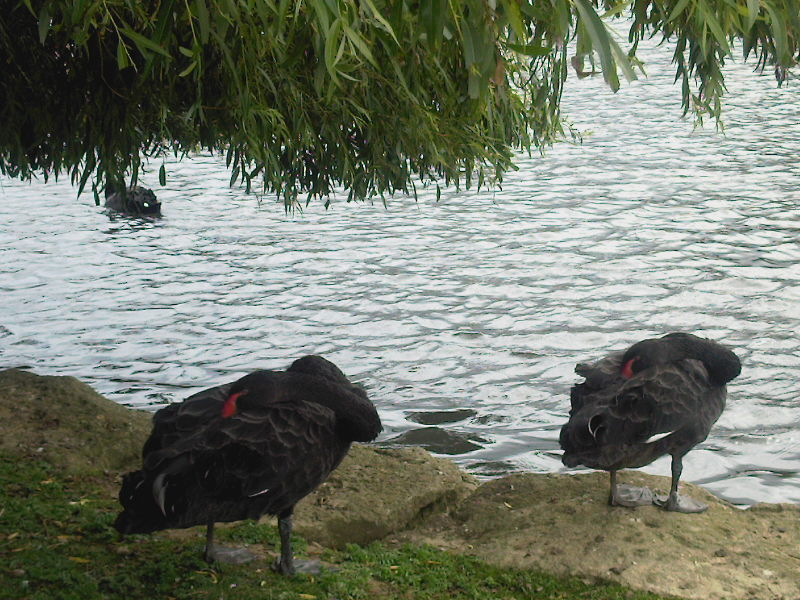
Pihenő fekete hattyúk